# Chain Crew

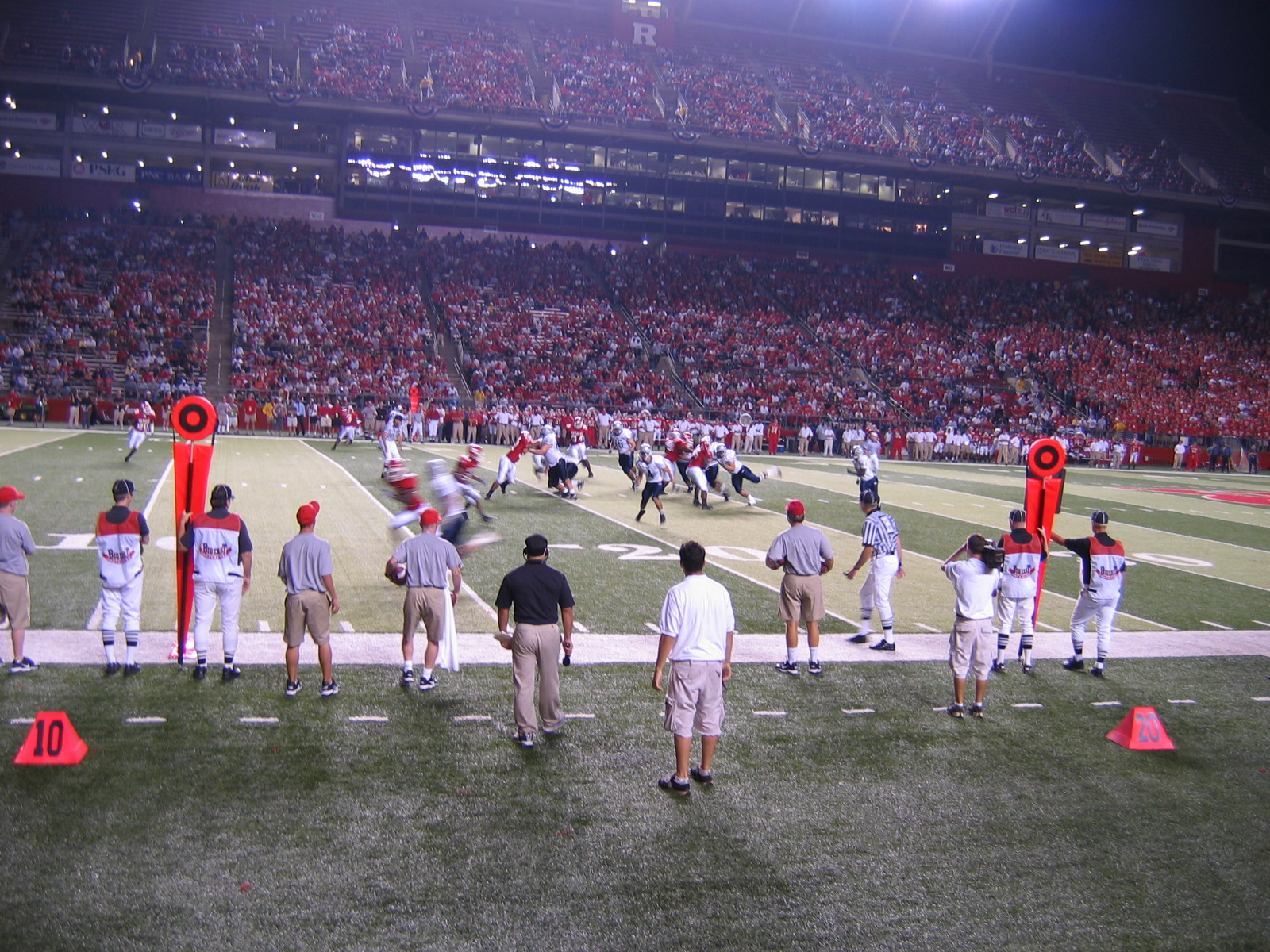
Der Chain Crew gegenüberstehende Schiedsrichterassistenten

Als Chain Crew bezeichnet man die drei Schiedsrichterassistenten, die an einer der Seitenlinien die 10-Yard-Kette und die Downmarker bei einem American-Football-Spiel bedienen. Die beiden Stangen an den Enden der Kette zeigen dabei immer den Anfang und das Ende (die Line to Gain) der aktuellen 10 Yards an, welche die Offense zum Erreichen eines neuen ersten Versuchs (First Down) noch zu überbrücken hat. Ein neuer First Down ist erzielt, wenn die Spitze des Spielballs über das vordere Ende der Yardkette hinausragt. Die Messungen und Anzeigen der Chain Crew beginnen dann von neuem. Sollte nach vier Versuchen die Line to Gain nicht erreicht worden sein, wurde somit kein neuer First Down erzielt und der Ballbesitz wechselt zur bisher verteidigenden Mannschaft.
Der Downmarker selbst zeigt die Anzahl der gespielten Versuche an und markiert zu Beginn eines jeden Versuchs die aktuelle Position des Spielballes und somit die jeweilige Line of Scrimmage (Anspiellinie) auf dem Spielfeld.
Die Assistenten, die die Kette bedienen, werden dabei als rod men bezeichnet, der Assistent, der die Line of Scrimmage anzeigt, als box man.
An der gegenüberliegenden Seitenlinie des Spielfelds befinden sich nochmals zwei Schiedsrichterassistenten, die die Aufgabe haben, die jeweilige Line of Scrimmage anzuzeigen, bzw. die die Position des Balles auf dem Spielfeld markieren, an welcher die Angriffsmannschaft in Ballbesitz gekommen ist. Die beiden dazu dienenden Stangen sind nicht mit einer Kette verbunden, haben jedoch das gleiche Aussehen, wie die Stangen der Chain Crew.

## Quelle
- Falken Verlag, American Football, Die offiziellen Regeln, Niedernhausen 1996, ISBN 3-8068-1673-5.